# Lennart Sickeldal
Karl Lennart Emanuel Sickeldal, före 16 februari 1949 Karlsson, född 25 oktober 1906 på gården Sickelsås i Björkö, Jönköpings län, död 9 december 1990 i Sölvesborg, var en svensk präst.

## Biografi
Som ung var han arbetare och lärarvikarie men avlade studentexamen 1929 på latinlinjen i Lund, 22 år gammal. Han studerade sedan i Växjö och tog kyrkosångarexamen 1931. Mellan 1932 och 1936 hade han olika förvärvsarbeten. År 1937 tog han teologisk-filosofisk examen Göteborg, för att därefter studera vid teologi vid Lunds universitet och avlägga teologisk kandidatexamen i januari 1942. 17 juni 1942 prästvigdes han av biskoparna Gustaf Aulén och John Cullberg i Strängnäs domkyrka i Strängnäs stift. Prästvigningen filmades, vilket på den tiden var så ovanligt att det nämndes i Svenska Dagbladet.

## Verksamhet som präst
Efter prästvigningen var Sickeldal pastoratsadjunkt i olika församlingar i Närke fram till 1943. Han tjänstgjorde bland annat i Lista och Gillberga pastorat, Fogdö och Helgarö pastorat.

### Bo församling
1943 blev Sickeldal vice pastor i Bo församling. Där bodde familjen i Bo prästgård i Litstorp. Han blev den sista präst att bo i prästgården som inhyst präster sedan 1776. I Bo var han kyrkostämmans ordförande mellan 1943 och 1946.

### Lerbäcks församling
1946 blev Sickeldal komminister i Lerbäcks församling och var där till 1952. 
Vid Skyllbergs bruks 600-årsjubileum 1946 höll Sickeldal en del av ceremonin och läste  upp namnen på alla de 272 arbetarna som tilldelades Patriotiska sällskapets guld och silvermedaljer.

### Snavlunda församling

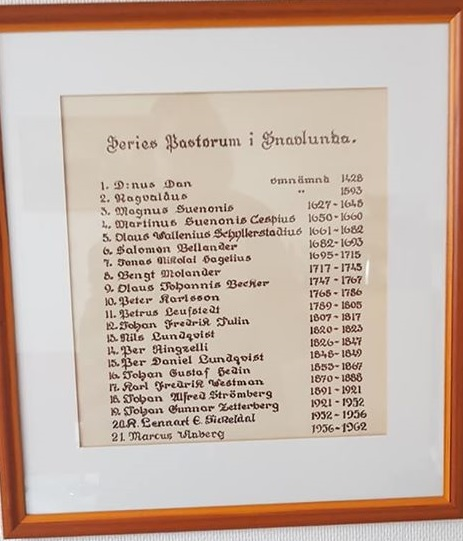
Kyrkoherdar som verkat i Snavlunda kyrka.

1952 blev Sickeldal tillförordnad kyrkoherde i Snavlunda församling. Där var han även kyrkofullmäktiges ordförande 1952 till 1955.
Under sin tid i Snavlunda fann Sickeldal i gamla kyrkorådsprotokoll att den första, kända söndagsskolan i Sverige startade i församlingen av prosten Ringzelli och att de även var tidigt ute med skolmat åt elever som bodde långt från skolan eller var obemedlade.
Sickeldal var med på prästmötet i Lerbäcks församlingshem, före Helander-rättegången 1953, avseende en sanningsförsäkran om att de inte haft med de ärekränkande breven att göra. Det beslutades att inte skriva under någon sanningsförsäkran.

### Bjäresjö Hedeskoga pastorat
1955 fick Sickeldal tillstånd av kunglig majestät att övergå till Lunds stift, där han blev tillförordnade komminister i pastoratet Bjäresjö och Hedeskoga. Han var även kyrkostämmans ordförande 1956. Han stannade där till 1957.

### Gammalstorp Ysane pastorat
År 1957 fick Sickeldal, i tredje förslagsrummet, stor majoritet av rösterna i kyrkoherdevalet i Gammalstorp Ysane pastorat. Då det var en tredjegångstillsättning var tillsättningen tvungen att gå vidare till konungen. Först blev Sickeldal rekommenderad domkapitlet i Lund och biskop Anders Nygren, för att sedan i regeringens konselj den 20 september 1957 utnämnas och sedan av konungen fastställas som kyrkoherde. Tjänsten tillträdes 1 oktober samma år. Den 5 maj 1958 var installationsceremonin i Gammalstorps kyrka ledd av biskop Nygren. Med på ceremonin, och som även höll tal var teologiprofessor Hugo Odeberg, som hade känt Sickeldal sedan 1940-talet.
De första åren han var kyrkoherde i Gammalstorp höll sig familjen med en ko och många församlingsbor fick minnas tiden då prästerna var lika mycket präster som bönder. Sickeldal var även känd för sin sångröst.
År 1966 fick Sickeldal ånyo vara den siste präst som bodde i en gammal prästgård, då det 170-åriga huset, byggt 1796, revs för att ge plats åt ett nytt. Han blev den tionde kyrkoherden som bodde på den prästgården.
I slutet av december 1966 gick Sickeldal i pension. Därefter bosatte familjen sig i Mörrum och sedan Sölvesborg. Sickeldal är begravd vid Ysane kyrka.

## Familj
Sickeldal var son till hemmansägare Karl Karlsson och Anna Johansson. 10 augusti 1942 gifte han sig med Maria Grönlund, dotter till polismannen Johan Grönlund och Sofia Larm i Stockholm. De fick sex barn mellan 1943 och 1954. Sickeldals barnbarn Paul Andersson har varit kommunalråd i Sölvesborgs kommun.